# Tobias Ledergerber
Tobias Ledergerber (* 1995) ist ein Schweizer Unihockeyspieler, der beim Nationalliga-A-Verein UHC Uster unter Vertrag steht.

## Karriere
Ledergerber stiess 2012 zum Nachwuchs des UHC Uster. Zuvor spielte er für den UHC Crusaders 95 Zürich. Er debütierte 2015 in der Nationalliga A für den UHC Uster.